# Барсуанбашево
Барсуанба́шево (баш. Бәрҫеүәнбаш) — село в Чишминском районе Республики Башкортостан Российской Федерации. Входит в состав Новотроицкого сельсовета.

## География

### Географическое положение
Расстояние до:
- районного центра (Чишмы): 24 км,
- центра сельсовета (Новотроицкое): 4 км,
- ближайшей ж/д станции (Чишмы): 24 км.

## Население
| 2002 | 2009 | 2010 |
| ---- | ---- | ---- |
| 308  | ↘282 | ↘265 |

## Религия
В селе есть мечеть.